# Battle for the Sun (piosenka)
Battle for the Sun – pierwszy opublikowany utwór (nie został singlem) z albumu Battle for the Sun brytyjskiego zespołu rockowego, Placebo.

## Wydanie
Utwór swoją premierę miał, 17 marca 2009 roku. Puszczono go podczas audycji o 19 prowadzonej przez Zane Lowe w BBC Radio 1. Po światowej premierze piosenkę udostępniono za darmo z oficjalnej strony zespołu.

## Notowania
| Lista     | Najwyższa pozycja |
| --------- | ----------------- |
| LP Trójki | 5                 |